# Въздушна обвивка
Въздушната обвивка е тъврда топлинно защитна обвивка, която предпазва космическия апарат от налягането и триенето по време на навлизането в атмосферата, като го забавя и също може да го предпазва от отломки по време на космическия полет. Задния капак пренася оборудването на апарата, заедно с важни компоненти като парашута, ракетните двигатели, и извършва мониторинг на важната електроника като жиростабилизатора, който контролира ориентацията на задния капак при спускане с парашут.
Въздушните обвивки са ключов компонент в междупланетните космически мисии. Използвани са при програма Аполо до Луната през 60-те и 70-те години на 20 век, при програма Викинг до Марс през 1975 г., при Марс Патфайндър от 1997 г., при мисията на Финикс през 2007 г. и при Марс Сайънс Лаборътории през 2011 г.

## Програма планетно навлизане с парашут на НАСА
Въздушната обвивка при „Програмата планетно навлизане с парашут“ на НАСА, тествана през 1966 г., е създадена за да се тестват парашути за програма Вояджър, която планира кацане на повърхността на Марс. За да се симулират условия подобни на тънката марсианска атмосфера, парашута е трябвало да бъде използван при височина повече от 160 000 стъпки над Земята. За издигане на въздушната обвивка първоначално е използван балон, издигнат от Розуел, щата Ню Мексико. Балонът достига Уайт Сандс, където космическият апарат е спуснат и ракетните му двигатели го издигат до желаната височина, на която е разтворен парашутът.
Няколко години по-късно програма Вояджър е преустановена за сметка на по-малката програма Викинг. По-късно НАСА преизползва името Вояджър за междупланетните сонди Вояджър 1 и Вояджър 2, които нямат нищо общо с отменената програма Вояджър до Марс.

## Галерия
- Художествено изображение на орбиталния апарат от програма Викинг, който освобождава спускаем модул във въздушна обвивка (Дон Дейвис).
- Гигансткия топлинен щит на Марс Сайънс Лаборътори
- Детайл от топлинния щит на Аполо 12 на изложение във Вирждинския аерокосмически музей